# Meeting Evil
Meeting Evil är en amerikansk långfilm från 2012 i regi av Chris Fisher, med Luke Wilson, Samuel L. Jackson, Leslie Bibb och Peyton List i rollerna.

## Handling
Mäklaren John Felton (Luke Wilson) blir deprimerad efter att ha förlorat jobbet. Han möter den mystiska främlingen Richie (Samuel L. Jackson) och Johns situation blir värre och värre.

## Rollista
| Luke Wilson       | – John Felton    |
| Samuel L. Jackson | – Richie         |
| Leslie Bibb       | – Joanie Felton  |
| Peyton List       | – Tammy Strate   |
| Muse Watson       | – Frank          |
| Tracie Thoms      | – Latisha Rogers |